# Šušnjevica
 Šušnjevica  (olaszul:  Susgnevizza , isztrorománul: Şuşnieviţa) falu Horvátországban, Isztria megyében. Közigazgatásilag Kršanhoz tartozik.

## Fekvése
Az Isztriai-félsziget északkeleti részén, Labintól 20 km-re, községközpontjától 10 km-re északra, az A8-as autópályát a 64-es számú főúttal összekötő 500-as számú út mellett, a Čepić mezőtől északra fekszik.

## Története
A régészeti leletek tanúsága szerint környéke már a történelem előtti időben és a római korban is lakott volt. A középkorban a kožljaki uradalomhoz tartozott. Első írásos említése 1340-ben történt. A 15. és 16. században itt és a környező településeken nagy számú isztroromán lakosság telepedett le és Šušnjevica a félsziget legnépesebb isztroromán településévé lett. Templomát 1838-ban építették a régi templom helyén. A falunak 1857-ben 345, 1910-ben 353 lakosa volt. Az olasz uralom idején 1922-ben latin eredetű lakossága miatt községközpont rangjára emelkedett. Lakói mezőgazdasággal, a Čepić-tó kiszárítása előtt halászattal foglalkoztak. 2011-ben 70 lakosa volt.

## Lakosság
| Lakosság változása | Lakosság változása | Lakosság változása | Lakosság változása | Lakosság változása | Lakosság változása | Lakosság változása | Lakosság változása | Lakosság változása | Lakosság változása | Lakosság változása | Lakosság változása | Lakosság változása | Lakosság változása | Lakosság változása | Lakosság változása |
| ------------------ | ------------------ | ------------------ | ------------------ | ------------------ | ------------------ | ------------------ | ------------------ | ------------------ | ------------------ | ------------------ | ------------------ | ------------------ | ------------------ | ------------------ | ------------------ |
| 1857               | 1869               | 1880               | 1890               | 1900               | 1910               | 1921               | 1931               | 1948               | 1953               | 1961               | 1971               | 1981               | 1991               | 2001               | 2011               |
| 345                | 357                | 385                | 375                | 346                | 353                | 346                | 346                | 231                | 211                | 166                | 128                | 96                 | 91                 | 75                 | 70                 |

## Nevezetességei
- Keresztelő Szent János tiszteletére szentelt templomát 1838-ban építették. Egyhajós épület szentéllyel és sekrestyével. A főoltár képén Keresztelő Szent János megkereszteli Jézust ábrázolás látható két oldalt Szent Péter és Pál apostolok fából faragott szobraival. A templomnak több mellékoltára is van, melyeket Szűz Mária, Szent Miklós, Szent Szilveszter és Jézus Szíve tiszteletére szenteltek.
- A temetőben áll Szent Szilveszter pápa tiszteletére szentelt 16. századi kápolnája. A kápolnában freskók maradványai és 16.–18. századi glagolita feliratok láthatók.